# Liga Maragata de Fútbol Sala
La Liga Maragata de Fútbol Sala es la competencia de futsal que se celebra en la ciudad de San José de Mayo. Esta competencia se desarrolla desde el año 2007.

## Sistema de disputa
En cada una de las divisionales participan 16 equipos. El campeonato está dividido en dos, torneos Apertura y Clausura. En el torneo Apertura se juega una primera fase en el sistema de todos contra todos siendo los ocho mejor clasificados los participantes de la segunda fase, los playoffs. En primera instancia se juegan los cuartos de final donde el 1.º colocado enfrenta al 8.º, el 2.º al 7.º, el 3.º al 6.º y el 4.º al 5.º respectivamente. Luego se juegan semifinales y final para decidir el campeón del torneo Apertura.
El torneo Clausura se juega en series definiéndose las mismas por la posición que obtuvieron los equipos en la Tabla del torneo Apertura. Los equipos que quedaron en posición impar se alinean en una serie y aquellos que quedaron en posición par se alinean en otra serie, conformándose entonces dos grupos de ocho equipos, de los cuales clasifican los cuatro primeros de cada uno a instancias de cuartos de final de Play Off. Allí, el 1.º de un grupo se cruza con el 4.º del otro, el 2.º con el 3.º, el 3.º con el 2.º y el 4.º con el 1.º. Luego se juegan semifinales y final.
Luego de disputados ambos torneos se define el campeón de la temporada por medio de finales. Anteriormente los campeones del Apertura y Clausura se enfrentan en la semifinal y a su vez el ganador de esta fase pasa a la final enfrentando al ganador de la Tabla Anual (sumatoria de puntos de ambos torneos). Para el 2013 se determinó jugar un triangular final donde el campeón se definirá por puntos.
Hasta 2012 descendían directamente a las divisionales inferiores los equipos peores ubicados en las tablas Anuales de cada categoría. Además existía el sistema de repechaje entre los equipos ubicados en el 15.º y 14.º lugar de la divisional de grado superior contra los equipos ubicados 2.º y 3.º de la divisional inferior. A partir de 2013 se aumenta el número de ascensos / descensos a dos equipos manteniéndose el sistema de repechajes entre el 14.º y 13.º y el 3.º y 4.º.

## Equipos participantes - Divisional A
Temporada 2015
| - 6030 Futsal - Atlas Futsal - Basturk F.C. - C.A. Alikal - C.A. Toluca - Deportivo Torino - F.C. Los Sultanes - L`Akdmia | - La Cuna - Las Marujas Futsal - La Naranja Mecánica - La Roti Futsal - Que Macaco - Sacapukes F.C. - Super Ucovita Futsal - Upward Futsal |

## Equipos participantes - Divisional B
Temporada 2015
| - Asociación Médica - Casabo 14 - Deportivo La Fitina - Deportivo Matufiero - Edprin - El Quister - El Tambo F.C. - Expo F.C. | - Deportivo Trípoli - Kiosco 33 - La Franja - Los Chachos - Los Distintos - Macavi - San José - Queper |

## Equipos participantes - Divisional C
Temporada 2015
| - Bohemios - Deportivo Garrote - Deportivo Platense - El Barrio - El Ciclón - Falta Uno - La Obra - La Tribu | - Maclovin F. C. - Manjarculum - Olimpo - Rancho Viejo - Raspa y Come - San Eugenio - Santaca F.C - Takate F. C. |

## Campeones - Divisional A
| Año  | Campeón de Liga  | Campeón Tabla Anual | Campeón del Apertura | Campeón del Clausura |
| ---- | ---------------- | ------------------- | -------------------- | -------------------- |
| 2007 | Deportivo Torino | No estuvo en juego  | No estuvo en juego   | No estuvo en juego   |
| 2007 | Basilón          | No estuvo en juego  | No estuvo en juego   | No estuvo en juego   |
| 2008 | Basilón          | Basilón             | Basilón              | Basilón              |
| 2009 | Deportivo Torino | Deportivo Torino    | Deportivo Torino     | Sacapukes            |
| 2010 | La Candelaria    | La Candelaria       | Deportivo Torino     | Ucovita              |
| 2011 | Deportivo Torino | Deportivo Torino    | Sacapukes            | Deportivo Torino     |
| 2012 | Las Marujas      | Ucovita             | Las Marujas          | Las Marujas          |
| 2013 | Ucovita          | Ucovita             | Sacapukes            | La Cuna              |
| 2014 | Ucovita          | Ucovita             | Sacapukes            | Deportivo Torino     |
| 2015 | Deportivo Torino | Deportivo Torino    | Deportivo Torino     | C.A. Toluca          |

## Campeones - Divisional B
| Año  | Campeón de Liga | Campeón Tabla Anual | Campeón del Apertura | Campeón del Clausura |
| ---- | --------------- | ------------------- | -------------------- | -------------------- |
| 2010 | New Star        | No estuvo en juego  | No estuvo en juego   | No estuvo en juego   |
| 2011 | Las Marujas     | Las Marujas         | Las Marujas          | Las Marujas          |
| 2012 | La Peluca       | La Peluca           | Queper               | L'Akdmia             |
| 2013 | Que Macaco      | Upward              | Que Macaco           | Deportivo La Fitina  |
| 2014 | C.A. Toluca     | C.A. Toluca         | La Naranja Mecánica  | L'Akdmia             |
| 2015 | Edprin          | Macavi              | Edprin               | Los Distintos        |

## Campeones - Divisional C
| Año  | Campeón de Liga     | Campeón Tabla Anual | Campeón del Apertura | Campeón del Clausura |
| ---- | ------------------- | ------------------- | -------------------- | -------------------- |
| 2011 | La Peluca           | La Peluca           | Queper               | Expo F.C.            |
| 2012 | Upward              | Manjarculum         | Upward               | Upward               |
| 2013 | La Naranja Mecánica | La Naranja Mecánica | F.C. Los Sultanes    | Asociación Médica    |
| 2014 | Expo F.C.           | Expo F.C.           | El Quister           | El Tambo F.C.        |
| 2015 | La Tribu            | La Tribu            | Maclovin F. C.       | Bohemios             |

## Distinciones individuales - Divisional A
| Año  | Mejor Jugador                 | Mejor Golero              | Goleador                    |
| ---- | ----------------------------- | ------------------------- | --------------------------- |
| 2007 | Germán Sfeir (Universal)      | Pablo Lavega (Sacachispa) | Rafael Vicente (Sacachispa) |
| 2007 | Enzo Favotto (Basilón)        | Diego Iraizoz (Basilón)   | Pablo Perdomo (Torino)      |
| 2008 | Diego Bustos (Torino)         | Diego Iraizoz (Basilón)   | Pablo Perdomo (Torino)      |
| 2009 | Ruben Núñez (Los Pumas)       | Álvaro Barrera (Alikal)   | Pablo Perdomo (Torino)      |
| 2010 | Hernán González (Ucovita)     | Santiago Calero (Torino)  | Ruben Núñez (Los Pumas)     |
| 2011 | Diego Larrañaga (6030 Futsal) | Héctor Lira (Charrúa)     | Pablo Perdomo (Torino)      |

## Distinciones individuales - Divisional B
| Año  | Mejor Jugador               | Mejor Golero                  | Goleador                   |
| ---- | --------------------------- | ----------------------------- | -------------------------- |
| 2010 | Luis Arechichu(El Ciclón)   | Luis de León (New Star)       | César Pérez (Centro Bar B) |
| 2011 | Matías Chachón(Las Marujas) | Matías González (Las Marujas) | Marcio Navarro (Casabó 14) |

## Distinciones individuales - Divisional C
| Año  | Mejor Jugador       | Mejor Golero                 | Goleador               |
| ---- | ------------------- | ---------------------------- | ---------------------- |
| 2011 | Fabián Machín(Expo) | Joaquín Bentancor (Defensor) | César Pérez (Defensor) |